# Neopetrosia zumi
Neopetrosia zumi är en svampdjursart som först beskrevs av Ristau 1978.  Neopetrosia zumi ingår i släktet Neopetrosia och familjen Petrosiidae.
Artens utbredningsområde är Kalifornien. Inga underarter finns listade i Catalogue of Life.